# Adoretus siemsseni
Adoretus siemsseni är en skalbaggsart som beskrevs av Ohaus 1935. Adoretus siemsseni ingår i släktet Adoretus och familjen Rutelidae. Inga underarter finns listade i Catalogue of Life.